# Rinnovamento carismatico cattolico

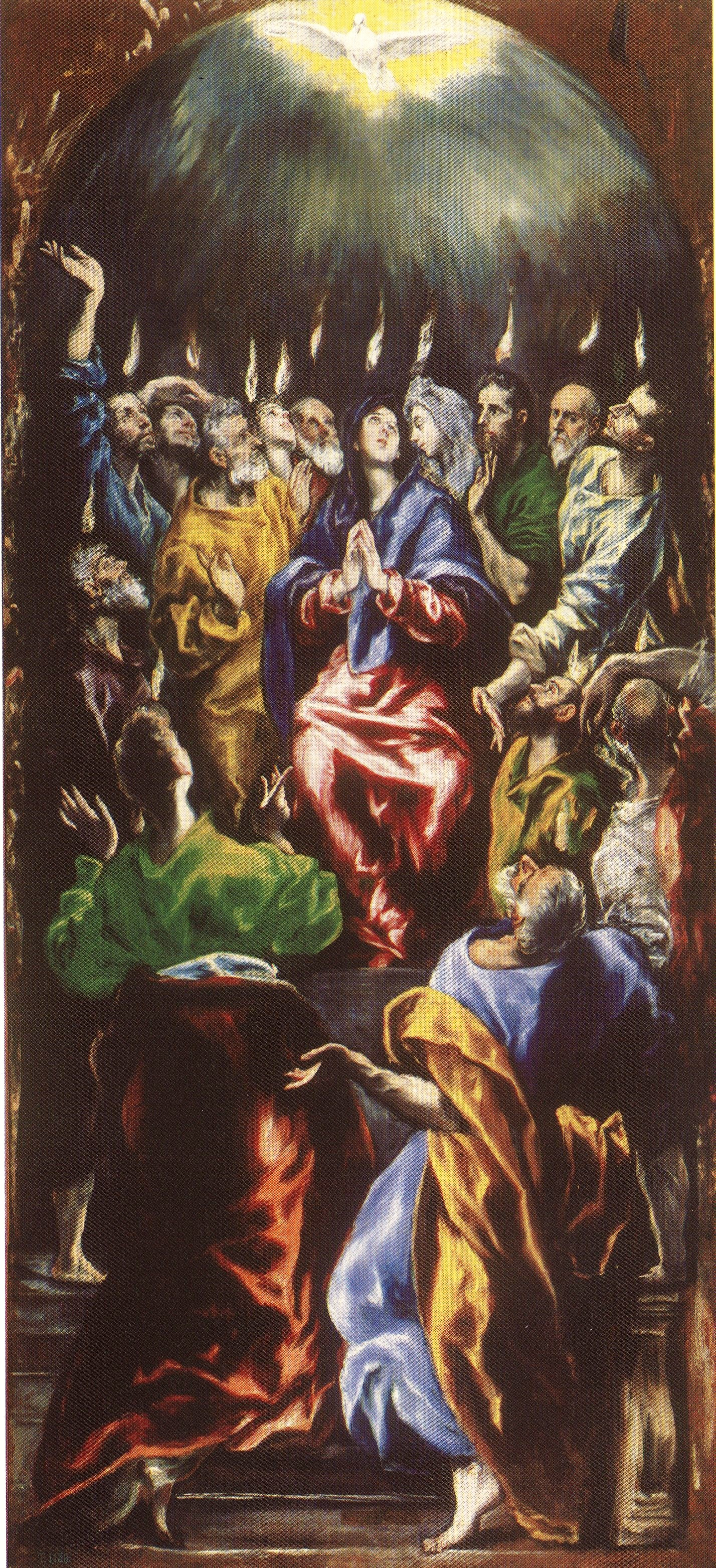
El Greco, Pentecoste

Il Rinnovamento carismatico cattolico (RCC) è un movimento della Chiesa cattolica.
Nasce nel 1967 negli Stati Uniti d'America durante un ritiro spirituale di alcuni studenti dell'Università Duquesne a Pittsburgh, in Pennsylvania. Il nuovo movimento si inserì nel più generale movimento carismatico che aveva già interessato le Chiese protestanti. Il Rinnovamento carismatico cattolico più che un'unica entità va considerato come un coordinamento internazionale di realtà diversificate, ma che sono accomunate dalla riscoperta del ruolo della terza Persona della Santissima Trinità, lo Spirito Santo.
Il Rinnovamento carismatico si considera figlio del più generale movimento di interesse intorno al ruolo dello Spirito Santo nella vita della Chiesa. Questo movimento era nato già alla fine del XIX secolo, con l'enciclica di papa Leone XIII sulla terza persona della Santissima Trinità (Divinum illud munus) e all'opera della beata Elena Guerra, che convinse il pontefice a consacrare il nascente XX secolo proprio allo Spirito Santo.

## Introduzione
Il Rinnovamento carismatico cattolico da quando ebbe inizio nel febbraio del 1967 ebbe una rapida crescita e diffusione. Al 1997, si contavano circa 120.000.000 persone coinvolte in 235 paesi del mondo, con una media globale dell'11.4% dei cattolici del mondo.
In quel fine settimana di ritiro presso l'Università di Duquesne, dopo aver pregato a lungo gli studenti dissero di aver ricevuto da Dio una trasformazione profonda che definirono «battesimo nello Spirito Santo».
Si formarono poi organizzazioni per collaborare alla diffusione di questa dottrina, e già negli anni settanta una conferenza presso l'Università di Notre Dame a South Bend (Indiana), attirò oltre 30.000 persone.
Il Rinnovamento carismatico cattolico non è un movimento mondiale unico, unificato. A differenza degli altri movimenti, non ha un fondatore o un gruppo di fondatori. Vi aderiscono le persone più diverse per svolgere numerosi tipi di attività: gruppi di preghiera, corsi, ritiri, conferenze, seminari, servizi assistenziali, evangelizzazione, ecc.
La caratteristica comune del Rinnovamento carismatico cattolico è il battesimo nello Spirito Santo, che consiste nell'esperienza dell'accettazione consapevole dello Spirito Santo con i suoi doni carismatici.
Per ricevere questo tipo di battesimo, che non viene considerato un sacramento, è necessario un seminario di preparazione detto "seminario di vita nello Spirito", di solito offerto periodicamente da gruppi e comunità carismatiche. Il seminario è stato composto dalle comunità americane dopo molti anni di esperienza.
L'associazione viene fondata nel 1980. Durante il congresso nazionale del Rinnovamento Carismatico il 15 settembre 1993 i padri Emiliano Tardif e Michele Vassallo decidono di modificare il nome in “Associazione Carismatica Servi di Cristo Vivo”. Il 13 maggio 1996, mons. Gerardo Pierro, Arcivescovo Metropolita di Salerno-Campagna-Acerno e da mons. Giuseppe Rocco Favale, vescovo di Vallo della Lucania, pubblicano il decreto episcopale di approvazione, valido nell'ambito delle rispettive diocesi.
Il 21 gennaio 2009, il Pontificio Consiglio per i Laici ne decreta il riconoscimento come associazione internazionale di fedeli.

In occasione del XXXI Congresso Internazionale dell'Associazione Internazionale, tenutosi allo stadio Arechi di Salerno il 6 giugno 2016, mons. Stanisław Ryłko e Josef Clemens, rispettivamente Presidente e Segretario del medesimo Consiglio, danno lettura del decreto che la eleva ad istituto di diritto pontificio.

## Diffusione nel mondo

### In Italia
In Italia il RCC si diffuse quasi subito, già nel 1971. Nel 1995 la Conferenza episcopale italiana approvò lo statuto dell'associazione privata di fedeli Servi di Cristo Vivo associazione di diritto Pontificio con presidente Padre Michele Vassallo . Inoltre viene  rappresentato da varie comunità, come:
- la Comunità di Gesù;
- la Comunità di San Luca Modica (RG);
- la Fraternità "nel Nome di Gesù" Cancello ed Arnone (CE);[7]
- la Comunità Maria;
- l'Associazione Rinnovamento nello Spirito Santo;[8]
- la Comunità "Gesù Ama";
- la Comunità "Gesù è Risorto";
- la Comunità Gesù Risorto, legalmente costituita in associazione e con statuto approvato ufficialmente dalla CEI;
- la Comunità "Gesù Amore";[9]
- la Comunità Hosanna;[10]
- l'Alleanza Dives In MIsericordia (A.D.I.M.)[11]
- il movimento Dives in Misericordia
- La comunità "Betanialive" di Cassinetta di Biandronno (VA).[12]
- Gruppo Missionario del Rinnovamento Carismatico Servi di Cristo Vivo - Genova Archiviato il 15 giugno 2020 in Internet Archive.
- CHARIS - Rinnovamento Carismatico Cattolico

La casa editrice Edizioni San Michele fondata a Mercato Cilento (Sa) si occupa della pubblicazione e distribuzione di testi inerenti alla spiritualità e al piano di formazione del Rinnovamento Carismatico Cattolico per la preparazione  dei fedeli .
La casa editrice Il Dono, fondata a Mantova nel 1998, si occupa della pubblicazione di testi riguardanti tematiche legate al Rinnovamento carismatico cattolico.

## Principali aderenti
- Suor Emmanuel Maillard
- Martín Valverde